# NGC 3212
NGC 3212 est une vaste galaxie spirale barrée relativement éloignée et située dans la constellation du Dragon. NGC 3212 a été découverte par l'astronome germano-britannique William Herschel en 1802.

## Description
Sa vitesse par rapport par rapport au fond diffus cosmologique est de 9 733 ± 16 km/s, ce qui correspond à une distance de Hubble de 144 ± 10 Mpc (∼470 millions d'al).¶
NGC 3212 en compagnie de NGC 3215 figurent dans l'atlas des galaxies particulières de Halton Arp sous la cote Arp 181,. Ces deux galaxies sont à peu près à la même distance de la Voie lactée et si l'on tient compte de l'image de l'étude SDSS, elles semblent en en interaction gravitationnelle.
NGC 3212 présente une large raie HI.